# 喜多丘千陽
喜多丘 千陽（きたおか ちはる、1988年12月16日 - ）は、日本の元声優、ラジオパーソナリティ。フリー。旧芸名は合田 彩（ごうだ あや）。
北海道北見市出身。

## 略歴
姉が買ったゲーム『エリーのアトリエ』がきっかけでゲームに熱中。ゲームの仕事をしたくて声優になろうと決める。その後、『エスカ&ロジーのアトリエ 〜黄昏の空の錬金術士〜』のスレイア・ヘーゼルグリム役で『アトリエシリーズ』に出演している。
プロダクション・エース演技研究所出身。代々木アニメーション学院卒業。
2009年に上京し、同年10月よりテレビアニメ『キディ・ガーランド』のク・フィーユ役で声優デビュー。同年より2010年までGTO喫茶室「タッチ&ゴー!」出張デリバリーで全国11か所を周った。
2010年2月、舞台『アニ★ゆめセカンドシーズン』に出演し、初めて人前で『月と太陽』（クフィーユ名義）を披露する。同年7月には同舞台の大喜利コーナーで初の自分持ちコーナーとMCデビューを果たす。2011年4月の舞台『アニ★ゆめ♡R-15』より初の司会兼主演を任される。以後、隔月定期公演。
2012年9月末、デビュー当時から所属していたプロダクション・エースを退所し、フリーで活動することを発表。それに伴い芸名を「合田彩」から「喜多丘千陽」へと改名。作品により旧活動名義を使用することがある。
2016年3月27日、自身のブログで結婚を報告をし、「継続しているコンテンツに関しては継続するが新規の仕事は請け負わない」と実質上の声優業引退を表明。同年北海道へ帰郷し、札幌放送芸術専門学校（のちに札幌アニメ・声優専門学校、現・札幌デザイン&テクノロジー専門学校）にて講師として活動。
2017年4月17日19時32分に第1子女児の出産、2019年10月16日、第2子女児を出産した事を出産日に自身のツイッター上にて報告している。

## 人物・エピソード
GTO喫茶室「タッチ&ゴー!」の出張デリバリー握手会・お渡し会の最終のアニメイト横浜終了後、アニ★ゆめセカンドシーズン3時間目にシークレットゲストとして登場し、観客を驚かせた。
姉と弟がいる真ん中。

## 出演
太字はメインキャラクター。

### テレビアニメ
2009年
- キディ・ガーランド（ク・フィーユ）

2010年
- そらのおとしものf（柳沢千夏、女子、ラジオ）

2011年
- R-15（芥川丈途）
- いつか天魔の黒ウサギ（数冴紗英子、生徒）
- 快盗天使ツインエンジェル〜キュンキュン☆ときめきパラダイス!!〜（女性客B）
- これはゾンビですか?（2011年 - 2012年、サラス〈サラスバティ〉、女生徒） - 2シリーズ
- デッドマン・ワンダーランド（看守）
- マケン姫っ!（2011年 - 2014年、高貴楓蘭） - 2シリーズ

2012年
- Another（女子）
- うぽって!!（いちはち）
- えびてん 公立海老栖川高校天悶部（女子A）
- リコーダーとランドセルシリーズ（2012年 - 2013年、タクミ、先輩警官、高校生B、女性客B 他） - 3シリーズ

2013年
- はいたい七葉（幸喜貴子、ゼットン）

2014年
- エスカ&ロジーのアトリエ 〜黄昏の空の錬金術士〜（スレイア・ヘーゼルグリム）
- ロボットガールズZ（ダンダン〈ダンガードA〉）

2015年
- 新妹魔王の契約者（幼少高志）

### OVA
- たまゆら（2010年、女子高生）
- 東映ロボットガールズ（2011年、ダンダン）

### 劇場アニメ
- 劇場版 そらのおとしもの 時計じかけの哀女神（2011年、日和のクラスメート）

### ゲーム
- R-15 ぽーたぶる（2011年、芥川丈途[37]）
- エスカ&ロジーのアトリエ 〜黄昏の空の錬金術士〜（2013年 - 2015年、スレイア・ヘーゼルグリム[38][39]）
- ロボットガールズZ ONLINE（2014年、ダンダン〈ダンガードA〉トロスD7[40]）

### ラジオ
※はインターネット配信。
- スーパーヒットチャートなまらん（2007年 - 2008年、STVラジオ）
- ラジオ「キディ・ガーランド」GTO喫茶室「タッチ&ゴー!」（2009年 - 2010年、ランティスウェブラジオ※）
- webラジオ『閃学園校内放送』（2011年※）
- アニ★ゆめ♡R-15（2011年 - 不明、アニ☆ゆめ チャンネル※[41])

ラジオドラマ
- みみっ娘☆ぼんかふぇ学園（2009年 - 2010年、VOICE Newtype cafe※、ショコラ＝シャ・ノワール役）

### ドラマCD
- 繭と爺のフォトグラム（後藤茉里[42]）

### 舞台
- アニ★ゆめセカンドシーズン（恵比寿 AMGホール、2010年2月14日 - 5月1日）4時間目からレギュラー出演
- アニ★ゆめ（恵比寿 AMGホール、2010年6月26日 - 9月25日）セカンドシーズン4時間目から引き続いてレギュラー出演[43]
- アニ★ゆめ♡R-15（恵比寿 AMGホール、2011年4月30日 - 不明）司会兼主演[44]
- 劇団大富豪若手公演「Doberman Road 〜俺達に必要なモノ...それは勇気だ！〜」（中野スタジオあくとれ、2010年11月19日 - 21日）
- 劇団大富豪第8回公演「wakasagi(ワカサギ) 」（笹塚ファクトリー、2012年3月1日 - 4日）
- 演劇集団チキンラン第3回公演「ブライトスター ～伝ウ泪ハ誰ガ為ノ言ノ葉～」（南大塚ホール、2013年2月9日・10日）
- 集団NO PLAN旗揚げ解散公演「幸せの刻」（アトリエ第七秘密基地、2013年6月29日・30日）
- 集団as if〜第14回本公演「E＝mｃ２＝…?」（笹塚ファクトリー、2014年7月2日 - 6日）
- 劇王 天下統一大会2015 東京予選（新宿シアター・ミラクル、2015年1月11日）

### 吹き替え
- iCarly
- コールドケース7 ザ・ファイナル（#9、16、ワンダ・ジョンソン#22）
- タイタニック 愛と偽りの航海（アニー・デズモン）
- 未来警察Future X-cops（ジンファ）
- リゾーリ&アイルズ2
- レッドステイト

### パチンコ・スロット
- CR地獄先生ぬ〜べ〜（2014年、つらら[45]）
- パチスロ これはゾンビですか?（2018年、サラス[46]）

### その他
- キムチの美山「イチオシキムチ」CM（えびプリンセス、ナレーション）[47]
- 麦子さんと（2013年、メグ） - 実写映画の劇中アニメ「今ドキッ同級生」での声の出演

## キャラクターソング
| 発売日   | タイトル | 名義 | 楽曲                                  | タイアップ                                                 |
| 2009年   | 2009年 | 2009年 | 2009年                                | 2009年                                                     |
| -------- | --- | --- | ------------------------------------- | ---------------------------------------------------------- |
| 11月25日 | Baby universe day | アスクール（内田彩）&ク・フィーユ（合田彩） | 「Baby universe day」 「Day×Day」     | テレビアニメ『キディ・ガーランド』オープニングテーマ       |
| 12月9日  | キディ・ガーランド エンディングテーマ Ver.2 月と太陽                                                                              | ク・フィーユ（合田彩） | 「月と太陽」 「スパークルは未来へと」 | テレビアニメ『キディ・ガーランド』エンディングテーマ       |
| 12月23日 | キディ・ガーランド 挿入歌集 | アスクール（内田彩）、ク・フィーユ（合田彩）、ディア（高橋夢波）                                                                                     | 「うたを歌おう♪」                     | テレビアニメ『キディ・ガーランド』挿入歌                   |
| 2010年   | | |                                       |                                                            |
| 2月10日  | キディ・ガーランド キャラクターソング Vol.2 ク・フィーユ 宇宙の行方                                                               | ク・フィーユ（合田彩） | 「宇宙の行方」 「Honest」             | テレビアニメ『キディ・ガーランド』関連曲                   |
| 2011年   | | |                                       |                                                            |
| 4月20日  | これはゾンビですか? めっちゃ挿入歌＆めっちゃサントラ番外編                                                                        | セラフィム（日笠陽子）&サラスバディ（合田彩） | 「吸血ヴィーナス」                    | テレビアニメ『これはゾンビですか?』関連曲                  |
| 4月20日  | これはゾンビですか? めっちゃ挿入歌＆めっちゃサントラ番外編                                                                        | サラスバディ（合田彩） | 「キラキラダイアモンド」              | テレビアニメ『これはゾンビですか?』関連曲                  |
| 7月27日  | マジヤバもーそうLOVE♥ | R-15♡ | 「マジヤバもーそうLOVE♥」             | テレビアニメ『R-15』オープニングテーマ                     |
| 7月27日  | HIRAMEKI！ピース(≧▽≦)v | R-15♡ | 「HIRAMEKI！ピース(≧▽≦)v」            | テレビアニメ『R-15』エンディングテーマ                     |
| 8月26日  | R-15 Character Song Album -team：MAJIYABA♥-                                                                                       | 芥川丈途（合田彩） | 「Red Bible -紅い聖書-」              | テレビアニメ『R-15』関連曲                                 |
| 12月28日 | マケン姫っ! 全エンディングっ! | 志那都アズキ（富樫美鈴）&高貴楓蘭（合田彩） | 「Baby!Baby! Ver.3」                  | テレビアニメ『マケン姫っ!』エンディングテーマ              |
| 2012年   | | |                                       |                                                            |
| 1月18日  | マケン姫っ! キャラクター・ソング・アルバム「ドキッ☆ 水着でデスマッチ」                                                            | 高貴楓蘭（合田彩）、藜チャチャ（藏合紗恵子）、砂藤季美（味里）、水屋うるち（古谷静佳）                                                               | 「Get Over the Rainbow」              | テレビアニメ『マケン姫っ!』関連曲                          |
| 7月4日   | TVアニメーション これはゾンビですか?オブ・ザ・デッド めっちゃフェスティボー!公式ガイドCD〜つまり歌モノ全部と2期のBGM入り2枚組BEST | ハルナ（野水伊織）、ユークリウッド・ヘルサイズ（月宮みどり）、清水愛、メイル・シュトローム（金元寿子）、サラスバディ（合田彩）、平松妙子（山口理恵） | 「めっちゃ！LOVE！イマジネーション」  | テレビアニメ『これはゾンビですか? オブ・ザ・デッド』関連曲 |
| 7月4日   | TVアニメーション これはゾンビですか?オブ・ザ・デッド めっちゃフェスティボー!公式ガイドCD〜つまり歌モノ全部と2期のBGM入り2枚組BEST | サラスバディ（合田彩） | 「まちびとLOVE SONG.」                | テレビアニメ『これはゾンビですか? オブ・ザ・デッド』関連曲 |
| 2013年   | | |                                       |                                                            |
| 10月2日  | リコーダーとランドセル ミ☆ キャラクターソング 凸凹E.P.                                                                            | 木島さん（明坂聡美）、三浦さん（喜多丘千陽）、青野さん（柏山奈々美）                                                                                 | 「Target」                            | テレビアニメ『リコーダーとランドセル ミ☆』関連曲           |

### ユニットメンバー
1. ↑  合田彩、福原由莉奈、柏山奈々美、小松真奈、積田かよ子、村上まどか、村井理沙子、月宮みどり